# Ga tòa thị chính–Đại học Yongin
Ga tòa thị chính–Đại học Yongin (tiếng Hàn: 시청·용인대역; Hanja: 市廳·龍仁大驛) là ga của Everline ở Samga-dong, Cheoin-gu, Yongin, Hàn Quốc. Như tên gọi của nó, tòa thị chính Yongin nằm đối diện nhà ga.

## Bố trí ga
| Samga ↑           |
| \| N/B            |
| ↓ Đại học Myongji |

| Hướng Bắc | ●Tuyến EverLine | ← Hướng đi Giheung            |
| Hướng Nam | ●Tuyến EverLine | → Hướng đi Jeondae–Everland → |

## Liên kết
- (tiếng Hàn) Thông tin ga Lưu trữ ngày 12 tháng 11 năm 2014 tại Wayback Machine từ Everline